# Gilles Jaquet
Gilles Jaquet (ur. 16 czerwca 1974 w La Chaux-de-Fonds) – szwajcarski snowboardzista, mistrz świata.

## Kariera
W Pucharze Świata zadebiutował 14 lutego 1997 roku w Yakebitaiyamie, gdzie zajął 10. miejsce w gigancie. Tym samym już w swoim debiucie wywalczył pierwsze pucharowe punkty. Na podium zawodów pucharowych po raz pierwszy stanął 17 stycznia 2001 roku w Kronplatz, kończąc rywalizację w gigancie równoległym (PGS) na drugiej pozycji. W zawodach tych rozdzielił Chrisa Kluga z USA i swego rodaka, Ueliego Kestenholza. Łącznie 14 razy stawał na podium zawodów PŚ, odnosząc przy tym dwa zwycięstwa: 12 września 2003 roku w Valle Nevado i 8 lutego 2004 roku w Berchtesgaden wygrywał w PGS. Najlepsze wyniki osiągnął w sezonie 2005/2006, kiedy to zajął 18. miejsce w klasyfikacji generalnej. Ponadto w sezonie 2002/2003 był czwarty w klasyfikacji PAR.
Jego największym sukcesem jest złoty medal w slalomie równoległym wywalczony na mistrzostwach świata w Madonna di Campiglio w 2001 roku. Wyprzedził tam Daniela Bivesona ze Szwecji i Austriaka Stefana Kaltschütza. Był też między innymi szósty w PGS podczas mistrzostw świata w Kreischbergu w 2003 roku. W 1998 roku wystartował na igrzyskach olimpijskich w Nagano, nie kończąc udziału w gigancie. Na rozgrywanych dwa lata później igrzyskach w Salt Lake City był dziewiąty w gigancie równoległym. Brał też udział w igrzyskach olimpijskich w Turynie w 2006 roku, zajmując ósme miejsce w tej samej konkurencji.
W 2008 r. zakończył karierę.

## Osiągnięcia

### Igrzyska olimpijskie
| Miejsce | Dzień     | Rok  | Miejscowość    | Konkurencja       | Zwycięzca       |
| ------- | --------- | ---- | -------------- | ----------------- | --------------- |
| DNF     | 8 lutego  | 1998 | Nagano         | Gigant            | Ross Rebagliati |
| 9.      | 15 lutego | 2002 | Salt Lake City | Gigant równoległy | Philipp Schoch  |
| 8.      | 22 lutego | 2006 | Turyn          | Gigant równoległy | Philipp Schoch  |

### Mistrzostwa świata
| Miejsce | Dzień       | Rok  | Miejscowość          | Konkurencja       | Zwycięzca         |
| ------- | ----------- | ---- | -------------------- | ----------------- | ----------------- |
| 1.      | 26 stycznia | 2001 | Madonna di Campiglio | Slalom równoległy | -                 |
| 6.      | 13 stycznia | 2003 | Kreischberg          | Gigant równoległy | Dejan Košir       |
| 7.      | 14 stycznia | 2003 | Kreischberg          | Slalom równoległy | Siegfried Grabner |

### Puchar Świata

#### Miejsca w klasyfikacji generalnej
- sezon 1996/1997: 113.
- sezon 1997/1998: 101.
- sezon 2000/2001: 62.
- sezon 2001/2002: -
- sezon 2002/2003: -
- sezon 2003/2004: -
- sezon 2004/2005: -
- sezon 2005/2006: 18.
- sezon 2006/2007: 50.
- sezon 2007/2008: 57.

#### Miejsca na podium
1. Kronplatz – 17 stycznia 2001 (gigant równoległy) - 2. miejsce
2. Park City – 4 marca 2001 (gigant równoległy) - 2. miejsce
3. Mont-Sainte-Anne – 14 grudnia 2001 (gigant równoległy) - 2. miejsce
4. Tandådalen – 20 marca 2002 (gigant równoległy) - 3. miejsce
5. Stoneham – 20 grudnia 2002 (gigant równoległy) - 3. miejsce
6. Stoneham – 20 grudnia 2002 (gigant równoległy) - 2. miejsce
7. Maribor – 8 lutego 2003 (gigant równoległy) - 3. miejsce
8. Valle Nevado – 12 września 2003 (gigant równoległy) - 1. miejsce
9. Tandådalen – 4 grudnia 2003 (gigant równoległy) - 2. miejsce
10. Bad Gastein – 6 stycznia 2004 (slalom równoległy) - 3. miejsce
11. Berchtesgaden – 8 lutego 2004 (gigant równoległy) - 1. miejsce
12. Sölden – 17 października 2004 (gigant równoległy) - 2. miejsce
13. Sölden – 16 października 2005 (gigant równoległy) - 2. miejsce
14. Le Relais – 17 grudnia 2005 (gigant równoległy) - 3. miejsce

- W sumie 2 zwycięstwa, 7 drugich i 5 trzecich miejsc.